# MagicPlot
MagicPlot — кроссплатформенное программное обеспечение для обработки и аппроксимации данных и спектров, основанная на числовом табличном процессоре, разрабатывается в России. Основной особенностью программы является графическое задание начальных условий аппроксимации и интервалов данных при помощи мыши. Программа написана на языке Java, что позволяет запускать её под операционными системами Windows, Linux, Mac OS X и др. MagicPlot позволяет экспортировать графики в векторные форматы EPS, PDF, EMF, SVG, а также сохранять их в растровых форматах PNG, GIF, BMP с высоким разрешением. В MagicPlot реализована удобная навигация по графику при помощи мыши, что упрощает анализ сложных зависимостей. Полностью поддерживается кириллица (Юникод). Можно сохранять и применять шаблоны оформления графиков. Файлы проектов имеют расширение .MPPZ.

## Пакетная обработка
С версии 2.0 в программу включена функция пакетной обработки данных. Эта функция позволяет обрабатывать множество файлов одинаковым способом при помощи графического интерфейса. Пакетная обработка также включает в себя функцию нелинейной аппроксимации серии данных.